# Steven Pienaar
Steven Pienaar (* 17. března 1982 v Johannesburgu) je bývalý jihoafrický fotbalový záložník. Většinou hrál na levém nebo pravém křídle.

## Národní tým
Pienaar hraje v jihoafrickém národním týmu. Debutoval 23. května 2002 v zápase proti Turecku. Krátce poté hrál na mistrovství světa v Japonsku a Jižní Koreji. V roce 2010 hrál na mistrovství světa hraném v jeho zemi. V říjnu 2012 ukončil reprezentační kariéru.

## Úspěchy

### Kluby
Ajax Kapské Město
- Jihoafrický Ligový pohár (Rothmans Cup) (1): 2000/01

Ajax Amsterdam
- Mistr v Eredivisie (2):2002, 2004
- KNVB Cup (2): 2002, 2006
- Nizozemský Superpohár (Johan Cruijff Schaal) (3): 2002, 2005, 2006

Everton FC
- Finalista FA Cupu (1): 2009

### Národní tým
- Účast na MS (2): 2002, 2010
- Fifa Konfederační Pohár 4. Místo (1): 2009